# Romitorio di San Cerbone

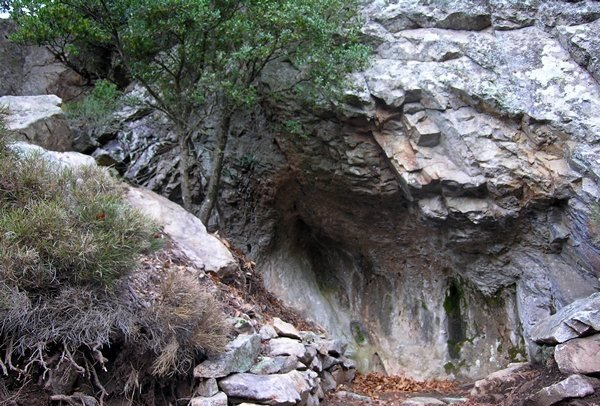
La Grotta del Santo

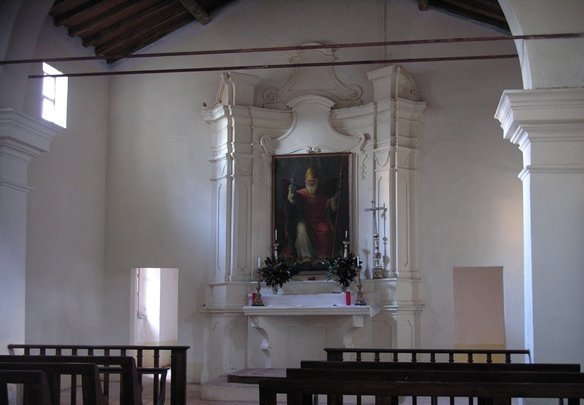
Interno della chiesa di San Cerbone

Il romitorio di San Cerbone è un edificio sacro che si trova all'isola d'Elba, sul Crino delle Puntate, a metà strada tra i paesi di Marciana e Poggio (altitudine di 530 m).
(Giovanni Vincenzo Coresi Del Bruno, Zibaldone di memorie, Biblioteca Marucelliana di Firenze, C, 29, 1729)

## Storia e descrizione
La sua origine si fa risalire alla fuga del vescovo di Populonia all'Isola d'Elba a causa delle incursioni longobarde. Gregorio Magno, contemporaneo di Cerbone, nei suoi Dialoghi scrisse: «Sed cum Langobardorum gens in Italiam veniens cuncta vastasset, [Cerbonius] ad Helbam insulam recessit». San Cerbone, secondo la tradizione, scelse come rifugio un piccolo antro nella vallata del Monte Capanne chiamato Grotta del Santo. Il primo nucleo della chiesa sarebbe sorto subito dopo la morte del Santo, nel 575, ma essa è citata espressamente solo nel 1421, in relazione al Convento dell'Osservanza Francescana edificato sul luogo con il concorso di Jacopo II Appiano, principe di Piombino; Tommaso Bellacci, infatti, «con autorità del vescovo di Populonia n'edificò uno nell'isola dell'Elba, nelle montagne dette di San Cerbone».
I frati abbandonarono presto il convento che fu poi trasformato in romitorio ed abitato, sino alla metà del XIX secolo, da eremiti laici.
La facciata presenta un portale in granodiorite locale con cornice aggettante e arco interrotto e ai lati due piccole finestre con inferriate. L'interno a navata unica con tetto a capanna conserva gli antichi altari laterali (intitolati a San Giacomo e alla Madonna della Neve) e i pavimenti in cotto. Una pregevole tela ottocentesca sull'altar maggiore raffigura San Cerbone. Sino al 1960, sulla parete esterna della chiesa, si trovava ancora uno stemma frammentario in pietra degli Appiano.
Nei pressi del romitorio, lungo la strada, si trova una piantagione di maestosi esemplari di Pseudotsuga menziesii.

## La Grotta del Santo
In una parete rocciosa a 300 metri dal romitorio si trova la Grotta del Santo, luogo in cui sarebbe vissuto per due anni il vescovo Cerbone. La cavità, con una profondità irrisoria, era stata utilizzata come caprile da pastori locali, i quali l'avevano parzialmente occlusa con un muretto di pietra. Nel settembre 2006, ad opera della Curia vescovile di Massa Marittima, la grotta è stata restaurata con la rimozione della struttura muraria.

## Il Fico di San Cerbone
A pochi metri dalla Chiesa, sino ai primi anni del XXI secolo, si trovava un annoso albero di Ficus carica chiamato Fico di San Cerbone poiché, vista la notevole altitudine e l'elevato tasso di umidità del luogo, fruttificava tardivamente nei primi giorni di ottobre in concomitanza con la Festa del Santo (10 ottobre).

## La Festa di San Cerbone
Ogni anno, il 10 ottobre, si svolge una celebrazione religiosa che ha luogo all'interno della chiesa e termina con una processione alla Grotta del Santo.